# Historias de Virginia
Historias de Virginia (en italiano Storie di Virginia), es una obra realizada por el pintor renacentista italiano Sandro Botticelli. Mide 86 cm de alto y 165 cm de ancho. Fue pintado entre 1500 y 1504. Se conserva actualmente en la Accademia Carrara de Bérgamo (Italia).
Es una de las obras que hizo Botticelli al final de su vida, ejemplificando la virtud, como hizo con las Historias de Lucrecia. Según la crítica, podría tratarse del «espaldar» que Giorgio Vasari menciona haber visto en casa Vespucci y que se habrían realizado con ocasión del matrimonio entre Giovanni Vespucci y Namicina de Benedetto Merli (1500).
El cuadro tiene como tema fundamental el honor violado y la fidelidad matrimonial. Se lee de izquierda a derecha: 
1. Virginia, en compañía de otras mujeres que la defienden, sufre un intento de secuestro por parte de Marco Claudio, que quiere obligarla a ceder ante Apio Claudio;
2. La lleva ante el tribunal presidido por Apio Claudio, que la declara su esclava;
3. El padre y el prometido de la joven piden clemencia;
4. El padre, para preservar el honor familiar, la mata y huye a caballo.

Los dos paneles, la Historia de Lucrecia y la Historia de Virginia, formaban parte de las "cabeceras" (cuadros de alcoba), documentadas en 1500 en la casa Vespucci en Florencia (hoy Palacio Incontri). 
La escena tiene como un tema fundamental el honor violado, y está inspirada en una historia de Ab Urbe condita, de Tito Livio, que sucedió en el 449 a. C.

## Historia de Plinio
Virginia era una joven hermosa, de familia plebeya, de la cual se enamoró el decemvri (juez de los tribunales) Apio Claudio Craso, durante el segundo Decemvirato.
Primero, Apio Claudio intentó seducirla con dinero y halagos, pero ella se resistió, porque estaba comprometida con el tribuno de la plebe, Lucio Icilio. Entonces Apio convenció a su cliente, Marco Claudio, para que afirmara que Virginia era una de sus esclavas, contando con que el padre de la joven estaba entonces enfrascado en una campaña militar contra los Equi, en el Monte Álgido.
Marco, cuando la joven estaba en el foro, trató de secuestrarla, sosteniendo frente a la multitud que ella era una de sus esclavas. Pero la gente, que conocían al padre de Virginia por su fama, no le creyeron y pusieron a salvo a la joven. Entonces Marco llevó el caso ante un tribunal, presidido por el mismo Apio Claudio.
Los defensores de la joven testificaron la paternidad romana de Virginia, y pidieron que cualquier decisión fuese suspendida hasta el regreso del padre, Lucio Virginio. En un primer momento, Apio Claudio decidió postergar la sentencia de Virginia hasta el retorno de su padre, por temor a la reacción de la multitud, y además, por la intervención de su prometido Icilio y del tío materno de Virginia, Publio Numitorio.
Al día siguiente, mientras la multitud se reunía para ver el proceso, llegó el padre de Virginia, y le explicó al juez Apio que la joven estaba comprometida, pero Apio Claudio ratificó la sentencia de esclavitud, y ordenó a los lictores aplacar la revuelta del foro. Cuando la multitud se dispersó, el padre de Virginia obtuvo el permiso de ir con su hija al templo de Venus Cloacina (Venus del Alcantarillado), y allí la mató, para evitar que cayera en manos de Apio.
“De este modo, hija mía, yo reivindico tu libertad, de la única manera que está a mi disposición”.
Lucio Virginio huyó de los lictores a caballo, mientras que Icilio y Numitorio incitaron a la audiencia contra ellos, antes de huir a su vez.

## Descripción de la obra y contexto
La escena se desarrolla dentro de una arquitectura clásica, ricamente decorada, como en La Calumnia (otra obra de la fase tardía). Probablemente prefigura el tema político de la legalidad de la insurrección contra la dictadura, ligada a la situación de Florencia en esos años, con la expulsión de Pedro II de Médici, el Infortunado, y el establecimiento de la República de Girolamo Savonarola.